# Кривец (Архангельская область)
Кривец — деревня в Холмогорском районе Архангельской области.

## География
Находится в центральной части Архангельской области на расстоянии приблизительно 129 км на юг по прямой от административного центра района села Холмогоры на левом берегу реки Мехреньга.

## История
В 1859 году здесь (тогда деревня Кривецкая Холмогорского уезда Архангельской губернии) было учтено 8 дворов. В 1939 году отмечалась в составе Среднемехреньгского сельсовета Емецкого района. До 2015 года входила в Селецкое сельское поселение, с 2015 по 2022 в Емецкое сельское поселение до его упразднения.

## Население
Численность населения: 71 человек (1859 год), 0 как в 2002 году, так и в 2010.